# Alisa Antipina
Alisa Borisovna Antipina (in russo Алиса Борисовна Антипина?; 1938) è un'ex cestista sovietica.

## Carriera
Con l'Unione Sovietica ha disputato due edizioni dei Campionati mondiali (1964, 1967) e i Campionati europei del 1968.